# 22005 Willnelson
22005 Willnelson è un asteroide della fascia principale. Scoperto nel 1999, presenta un'orbita caratterizzata da un semiasse maggiore pari a 3,0108090 UA e da un'eccentricità di 0,0749312, inclinata di 0,88332° rispetto all'eclittica.